# Lực lượng Nội địa Anh
Lực lượng Quân sự Nội địa Anh (tiếng Anh: Territorial Army) là lực lượng tình nguyện bán chính quy được thành lập từ năm 1908 của Quân đội Anh với nhiệm vụ chủ yếu là để bảo vệ lãnh thổ nước Anh. Trong lịch sử của mình, Lực lượng Nội địa đã 2 lần được chính quy hóa theo Biệt lệnh Hoàng gia để cùng Quân đội Anh tham gia vào 2 cuộc chiến tranh thế giới và có những đóng góp quan trọng trong cả hai cuộc chiến.
Hiện tại, Lực lượng Nội địa Anh có 35.500 thành viên, chiếm khoảng 1/4 quân lực của Quân đội Anh. Các thành viên của Lực lượng Quân sự Nội địa vẫn thường xuyên tham gia các hoạt động quân sự của Quân đội chính quy hoặc theo các đơn vị nhỏ, hoặc được phiên thuộc vào các đơn vị chính quy trong khoảng thời gian diễn ra hoạt động ấy.